# Discografia de Halsey
A cantora e compositora americana Halsey lançou 5 álbuns de estúdio, 2 álbum ao vivo,  12 extended play (EP), 21 singles (incluindo 3 como artista convidada), e 9 singles promocionais.
O álbum de estreia de Halsey, Badlands (2015), estreou em segundo lugar na Billboard  200 dos Estados Unidos com 115.000 vendas equivalentes em sua primeira semana de lançamento. Também alcançou o top 10 da Austrália, Canadá, Reino Unido e vários outros países. Badlands vendeu 626.000 cópias nos EUA e ganhou certificado de platina dupla pela Recording Industry Association of America (RIAA); vendeu 106.804 cópias no Reino Unido e ganhou certificado de ouro lá. O álbum foi precedido pelo lançamento de dois singles: "Ghost", que ganhou certificado de platina nos EUA e Ouro na Austrália, e "New Americana", que alcançou menor sucesso nas paradas; alcançou o número 60 na Billboard Hot 100 dos EUA e alcançou o top 40 na República Tcheca, Itália e Eslováquia. Ganhou certificado de platina no Canadá, Itália, e nos EUA e ouro na Austrália e Nova Zelândia. O terceiro single do álbum, "Colors", foi lançado em 2016 e, embora não tenha entrado na Billboard Hot 100, alcançou o oitavo lugar na parada norte-americana Bubbling Under Hot 100 e se tornou a faixa mais popular do álbum no Spotify. Ganhou certificado de platina dupla nos EUA, platina na Austrália e prata no Reino Unido. O quarto single do álbum, "Castle", foi re-gravado para a trilha sonora do filme de 2016 O Caçador e a Rainha do Gelo e ganhou certificado de platina nos EUA e ouro na Austrália. O álbum foi precedido pelo lançamento do primeiro single promocional "Hold Me Down", lançado junto com a pré-venda do álbum, que ganhou certificado de ouro na Austrália e nos EUA, e "Drive", que também ganhou certificado de ouro nos EUA. Notavelmente, "Gasoline" não foi lançado como single e só foi incluído na versão deluxe de Badlands, mas se tornou uma das faixas mais reproduzida do álbum no Spotify com mais de 200 milhões de streams; ganhou certificado de ouro na Austrália e platina nos EUA.
Em 2016, Halsey encontrou extremo sucesso como artista convidada em "Closer", uma colaboração com o The Chainsmokers. Ele liderou a Billboard Hot 100 por 12 semanas consecutivas, liderou as paradas de mais de 20 outros países, e vendeu mais de 15 milhões de unidades em todo o mundo. É uma das músicas mais reproduzida no Spotify, e rendeu a Halsey uma indicação ao Grammy Award de Melhor desempenho de pop em duo ou grupo.
O segundo álbum de estúdio de Halsey, Hopeless Fountain Kingdom (2017), estreou em primeiro lugar na Billboard 200 com 106.000 unidades vendidas em sua primeira semana de lançamento, tornando-se o primeiro álbum número um de uma artista feminina nos EUA naquele ano. Também estreou em primeiro lugar no Canadá e alcançou o top 10 na Austrália, Irlanda e Nova Zelândia. Hopeless Fountain Kingdom vendeu 251.000 cópias físicas/digitais tradicionais nos EUA e ganhou certificado de platina no Canadá e nos EUA, e prata no Reino Unido. Seu primeiro single, "Now or Never", alcançou o número 17 na Billboard Hot 100 e alcançou o top 40 na Austrália, Canadá e Nova Zelândia. Ganhou certificado de platina dupla na Austrália e nos EUA, platina no Canadá, ouro na Itália e Nova Zelândia, e prata no Reino Unido. A canção foi inicialmente lançada como uma gratificação instantânea com a pré-venda do álbum. O segundo single, "Bad at Love", alcançou o quinto lugar na Billboard Hot 100, tornando-se o primeiro single de Halsey como artista principal. Ganhou certificado quintuplo platina nos EUA, platina tripla no Canadá e platina na Austrália. O terceiro single, "Alone", alcançou apenas o número 66 na Billboard Hot 100, mas alcançou o número um na parada Dance Club Songs da Billboard nos EUA. Ganhou certificado de platina no Canadá e nos EUA. O álbum foi precedido por dois singles promocionais: "Eyes Closed", que alcançou o primeiro lugar na parada Bubbling Under Hot 100 e ganhou certificado de ouro nos EUA, e "Strangers", que alcançou o número 100 na Billboard Hot 100 e também ganhou certificado de ouro nos EUA. Embora "Sorry" nunca tenha sido lançado como single oficial, tornou-se uma das faixas mais populares do álbum, acumulando mais de 150 milhões de reproduções no Spotify; também ganhou certificado de ouro nos EUA.
No final de 2017, Halsey também colaborou com G-Eazy na música "Him & I", que alcançou o top 10 do Canadá e Alemanha e alcançou o número 14 na Billboard Hot 100. Desde então, ganhou certificado de platina tripla no Canadá, platina dupla na Austrália e EUA, platina na Suécia e ouro na Bélgica, Itália e Nova Zelândia.
Em julho de 2018, Halsey cantou com Khalid no primeiro single de Benny Blanco, "Eastside", que chegou ao topo das paradas de cinco países e alcançou o nono lugar na Billboard Hot 100. Ele passou mais de um ano na Billboard Hot 100, tornando-se a segunda canção de Halsey a conseguir isso. Vendeu mais de três milhões de unidades em todo o mundo.
No início de 2019, Halsey colaborou com a cantora inglesa, e na época namorado, Yungblud na música , "11 Minutes", com o baterista do Blink-182, Travis Barker. A canção alcançou o número 59 no Reino Unido e o número um no Bubbling Under Hot 100. Ganhou certificado de platina na Austrália e ouro no Canadá e nos EUA. Também conquistou mais de 100 milhões de reproduções no Spotify, sendo uma das faixas mais reproduzida de Yungblud na plataforma.
Em abril de 2019, Halsey colaborou com a boy band coreana BTS na música "Boy with Luv". O videoclipe se tornou o videoclipe online mais visto em 24 horas, acumulando 74,6 milhões de visualizações em seu primeiro dia de lançamento. A canção estreou e alcançou o oitavo lugar na Billboard Hot 100 e também alcançou o top 10 na Austrália e Canadá. Ganhou certificado de platina nos EUA.
Em maio de 2019, Halsey lançou o single " Nightmare". Originalmente destinada a ser o primeiro single de seu terceiro álbum, ela acabou tomando uma direção diferente para o disco em vez disso. Estreou e alcançou o número 15 na Billboard Hot 100 e também alcançou o top 20 na Austrália, Canadá e Nova Zelândia. A canção ganhou certificado dd platina na Austrália, Canadá e EUA.
O terceiro álbum de estúdio de Halsey, Manic (2020), estreou em segundo lugar na Billboard 200 com 239.000 unidades vendidas em sua primeira semana de lançamento, tornando-se sua maior estreia de álbum de sua carreira. Também alcançou o top 10 na Austrália, Bélgica, Canadá, Irlanda, Nova Zelândia e Reino Unido. Seu primeiro single, "Without Me", tornou-se uma de suas maiores canções desde "Closer" em 2016. Alcançou o top 3 de vários países, incluindo Austrália, Canadá e Reino Unido, e alcançou o número um na Billboard Hot 100, tornando-se seu primeiro número um como artista principal. Ganhou certificado de 7× platina na Austrália e Canadá, 6× platina nos EUA, platina dupla na Nova Zelândia, platina na Itália, Suécia e Reino Unido, e ouro na Belga. O segundo single, "Graveyard", alcançou o número 34 na Billboard Hot 100 e alcançou o top 40 na Austrália, Canadá, Irlanda, Nova Zelândia e Reino Unido. Ganhou certificado de platina na Austrália e Canadá, e ouro nos EUA. Foi lançado junto com a pré-venda do álbum. O terceiro single, "You Should Be Sad", alcançou o número 26 na Billboard Hot 100 e alcançou vários países, incluindo Austrália, Bélgica, Canadá, Irlanda, Itália, Nova Zelândia, Suécia e Reino Unido. Ganhou certificado de prata no Reino Unido, ouro na Nova Zelândia e nos EUA, e platina na Austrália e Canadá. O álbum foi precedido por três singles promocionais: "Clementine", "Finally // Beautiful Stranger", que atingiu o número 17 no Bubbling Under Hot 100, e "Suga's Interlude", que alcançou o nono lugar na parada de vendas de músicas Billboard Digital Songs dos EUA.

## Álbuns

### Álbuns de estúdio
| Álbum                              | Detalhes | Melhores posições nas tabelas musicas | Melhores posições nas tabelas musicas | Melhores posições nas tabelas musicas | Melhores posições nas tabelas musicas | Melhores posições nas tabelas musicas | Melhores posições nas tabelas musicas | Melhores posições nas tabelas musicas | Melhores posições nas tabelas musicas | Melhores posições nas tabelas musicas | Melhores posições nas tabelas musicas | Vendas                  | Certificações                                                                                           |
| Álbum                              | Detalhes | EUA                                   | AUS                                   | BEL (FL)                              | CAN                                   | IRL                                   | HOL                                   | NOR                                   | NZL                                   | SUE                                   | UK                                    | Vendas                  | Certificações                                                                                           |
| ---------------------------------- | --- | ------------------------------------- | ------------------------------------- | ------------------------------------- | ------------------------------------- | ------------------------------------- | ------------------------------------- | ------------------------------------- | ------------------------------------- | ------------------------------------- | ------------------------------------- | ----------------------- | --- |
| Badlands                           | - Lançamento: 28 de agosto de 2015 - Gravadora: Astralwerks - Formato: CD, cassete, download digital, vinil, streaming | 2                                     | 2                                     | 10                                    | 3                                     | 3                                     | 5                                     | 22                                    | 3                                     | 13                                    | 9                                     | - : 626.000 - : 106.804 | - RIAA: Platina - PMB: Ouro - ARIA: Ouro - BPI: Ouro - IFPI DIN: Ouro - IFPI NOR: Platina - MC: Platina |
| Hopeless Fountain Kingdom          | - Lançamento: 2 de junho de 2017 - Gravadora: Astralwerks - Formato: CD, download digital, vinil, streaming            | 1                                     | 2                                     | 14                                    | 1                                     | 7                                     | 15                                    | 11                                    | 6                                     | 27                                    | 12                                    | - : 251.000             | - RIAA: Platina - PMB: Ouro - BPI: Prata - IFPI NOR: Platina - MC: Platina                              |
| Manic                              | - Lançamento: 17 de janeiro de 2020 - Gravadora: Capitol - Formato: CD, vinil, download digital, streaming             | 2                                     | 2                                     | 9                                     | 2                                     | 8                                     | 11                                    | 11                                    | 4                                     | 23                                    | 6                                     | - : 180.000             | - RIAA: Platina - IFPI NOR: Platina - MC: Platina - NVPI: Ouro                                          |
| If I Can't Have Love, I Want Power | - Lançamento: 27 de agosto de 2021 - Gravadora: Capitol - Formato: CD, box set, vinil, download digital, streaming     | —                                     | —                                     | —                                     | —                                     | —                                     | —                                     | —                                     | —                                     | —                                     | —                                     |                         | |

### Álbuns ao vivo
| Álbum                             | Detalhes                                                                                          |
| --------------------------------- | ------------------------------------------------------------------------------------------------- |
| Badlands (Live from Webster Hall) | - Lançamento: 28 de agosto de 2020 - Gravadora: Capitol - Formato(s): Download digital, streaming |

## Extended plays(EPs)
| Título  | Detalhes do EP                                                                                        | Melhores posições nas tabelas musicas | Melhores posições nas tabelas musicas | Melhores posições nas tabelas musicas |
| Título  | Detalhes do EP                                                                                        | EUA                                   | USHeat                                | EUA Alt.                              |
| ------- | --- | ------------------------------------- | ------------------------------------- | ------------------------------------- |
| Room 93 | - Lançamento: 27 de outubro de 2014 - Gravadora: Astralwerks - Formatos: CD, download musical e vinil | 159                                   | 3                                     | 20                                    |

### EPs de compilações
| Título                             | Detalhes                                                                                          |
| ---------------------------------- | ------------------------------------------------------------------------------------------------- |
| Collabs                            | - Lançamento: 31 de julho de 2020 - Gravadora: Capitol - Formatos: Download digital, streaming    |
| Manic: Revenge EP                  | - Lançamento: 13 de novembro de 2020 - Gravadora: Capitol - Formatos: Download digital, streaming |
| Manic: Confessional EP             | - Lançamento: 20 de novembro de 2020 - Gravadora: Capitol - Formatos: Download digital, streaming |
| Manic: Is She Like, You Know... EP | - Lançamento: 4 de dezembro de 2020 - Gravadora: Capitol - Formatos: Download digital, streaming  |
| Manic: ...Or Are You Normal EP     | - Lançamento: 11 de dezembro de 2020 - Gravadora: Capitol - Formatos: Download digital, streming  |

### EPs de remixes
| Título               | Detalhes |
| -------------------- | --- |
| Room 93: The Remixes | - Lançamento: 3 de março de 2015 - Gravadora: Astralwerks - Formato: Download digital                        |
| Complementary Colors | - Lançamento: 22 de abril de 2016 - Gravadora: Astralwerks - Formatos: CD, download digital, 12" vinyl       |
| Closer (Remixes)     | - Lançamento: 23 de setembro de 2016 - Gravadora: Disruptor/Columbia - Formatos: Download digital, streaming |
| Bad At Love Remixes  | - Lançamento: 6 de outubro de 2017 - Gravadora: Astralwerks - Formatos: Download digital, streaming          |

### EPs ao vivo
| Título                                   | Detalhes                                                                                              |
| ---------------------------------------- | --- |
| Room 93: 1 Mic 1 Take                    | - Lançamento: 17 de março de 2015 - Gravadora: Astralwerks - Formatos: Download digital, streaming    |
| Spotify Sessions (Live from Spotify NYC) | - Lançamento: 20 de novembro de 2015 - Gravadora: Astralwerks - Formatos: Download digital, streaming |

## Singles

### Como artista principal
| Ano                                                                            | Canção                                          | Melhores posições nas tabelas musicas | Melhores posições nas tabelas musicas | Melhores posições nas tabelas musicas | Melhores posições nas tabelas musicas | Melhores posições nas tabelas musicas | Melhores posições nas tabelas musicas | Melhores posições nas tabelas musicas | Melhores posições nas tabelas musicas | Melhores posições nas tabelas musicas | Melhores posições nas tabelas musicas | Certificações | Álbum                                 |
| Ano                                                                            | Canção                                          | EUA                                   | EUA Pop                               | AUS                                   | BEL (FL)                              | CAN                                   | IRL                                   | ITA                                   | NZL                                   | SUE                                   | UK                                    | Certificações | Álbum                                 |
| ------------------------------------------------------------------------------ | ----------------------------------------------- | ------------------------------------- | ------------------------------------- | ------------------------------------- | ------------------------------------- | ------------------------------------- | ------------------------------------- | ------------------------------------- | ------------------------------------- | ------------------------------------- | ------------------------------------- | --- | ------------------------------------- |
| 2014                                                                           | "Ghost"                                         | —                                     | —                                     | —                                     | —                                     | —                                     | —                                     | —                                     | —                                     | —                                     | —                                     | - RIAA: Platina - ARIA: Ouro | Room 93 e Badlands                    |
| 2015                                                                           | "New Americana"                                 | 60                                    | 25                                    | —                                     | —                                     | 57                                    | 89                                    | 24                                    | —                                     | —                                     | 184                                   | - RIAA: Platina - ARIA: Ouro - FIMI: Platina - MC: Platina - RMNZ: Ouro                                                               | Badlands                              |
| 2016                                                                           | "Colors"                                        | —                                     | 38                                    | 99                                    | —                                     | —                                     | —                                     | —                                     | —                                     | —                                     | —                                     | - RIAA: 2× Platina - ARIA: Ouro - BPI: Prata                                                                                          | Badlands                              |
| 2016                                                                           | "Castle" (versão de The Huntsman: Winter's War) | —                                     | —                                     | 76                                    | —                                     | —                                     | —                                     | —                                     | —                                     | —                                     | —                                     | - RIAA: Platina - ARIA: Ouro | Badlands e The Huntsman: Winter's War |
| 2017                                                                           | "Not Afraid Anymore"                            | 77                                    | —                                     | 55                                    | —                                     | 72                                    | —                                     | —                                     | —                                     | —                                     | —                                     | | Fifty Shades Darker                   |
| 2017                                                                           | "Now or Never"                                  | 17                                    | 3                                     | 16                                    | —                                     | 32                                    | 42                                    | 55                                    | 22                                    | 61                                    | 80                                    | - RIAA: 2× Platina - ARIA: 2x Platina - BPI: Prata - FIMI: Ouro - MC: Platina - RMNZ: Ouro                                            | Hopeless Fountain Kingdom             |
| 2017                                                                           | "Bad at Love"                                   | 5                                     | 2                                     | 42                                    | —                                     | 22                                    | —                                     | —                                     | —                                     | —                                     | —                                     | - RIAA: 4× Platina - ARIA: Platina - MC: 3× Platina                                                                                   | Hopeless Fountain Kingdom             |
| 2017                                                                           | "Him & I" (com G-Eazy)                          | 14                                    | 1                                     | 10                                    | 18                                    | 9                                     | 16                                    | 72                                    | 17                                    | 9                                     | 22                                    | - RIAA: 2× Platina - ARIA: 2× Platina - BEA: Ouro - BPI: Ouro - FIMI: Ouro - GLF: Platina - MC: 3× Platina - RMNZ: Ouro               | The Beautiful & Damned                |
| 2018                                                                           | "Alone" (com Big Sean e Stefflon Don)           | 66                                    | 17                                    | —                                     | —                                     | —                                     | —                                     | —                                     | —                                     | —                                     | —                                     | - RIAA: Platina - MC: Platina | Hopeless Fountain Kingdom             |
| 2018                                                                           | "Eastside" (com Benny Blanco e Khalid)          | 9                                     | 1                                     | 2                                     | 28                                    | 6                                     | 1                                     | 59                                    | 1                                     | 7                                     | 1                                     | - RIAA: 4× Platina - ARIA: 7× Platina - BEA: Ouro - BPI: 2× Platina - FIMI: Platina - GLF:Platina - MC: 5× Platina - RMNZ: 3× Platina | Friends Keep Secrets                  |
| 2018                                                                           | "Without Me"                                    | 1                                     | 1                                     | 2                                     | 17                                    | 2                                     | 3                                     | 33                                    | 3                                     | 9                                     | 3                                     | - RIAA: 6× Platina - ARIA: 7× Platina - BEA: Ouro - BPI: Platina - FIMI: Platina - GLF: Platina - MC: 7× Platina - RMNZ: 2× Platina   | Manic                                 |
| 2019                                                                           | "11 Minutes" (com Yungblud e Travis Barker)     | —                                     | —                                     | 23                                    | —                                     | 69                                    | —                                     | —                                     |                                       | —                                     | 59                                    | - RIAA: Ouro - ARIA: Platina - MC: Ouro                                                                                               | Adicionado à nenhum álbum             |
| 2019                                                                           | "Nightmare"                                     | 15                                    | 13                                    | 13                                    | —                                     | 17                                    | 24                                    | 68                                    | 19                                    | —                                     | 26                                    | - RIAA: Ouro - ARIA: Platina - MC: Ouro                                                                                               | Adicionado à nenhum álbum             |
| 2019                                                                           | "Graveyard"                                     | 34                                    | 10                                    | 24                                    | —                                     | 38                                    | 30                                    | —                                     | 27                                    | 95                                    | 29                                    | - RIAA: Ouro - ARIA: Platina - BPI: Prata - MC: Ouro                                                                                  | Manic                                 |
| 2020                                                                           | “You Should Be Sad”                             | 26                                    | 13                                    | 4                                     | 24                                    | 21                                    | 5                                     | 83                                    | 23                                    | 44                                    | 12                                    | - RIAA: Ouro - ARIA: Ouro - BPI: Prata - MC: Platina - RMNZ: Ouro                                                                     | Manic                                 |
| 2020                                                                           | "The Other Girl" (com Kelsea Ballerini)         | 95                                    | —                                     | —                                     | —                                     | —                                     | —                                     | —                                     | —                                     | —                                     | —                                     | | Kelsea                                |
| 2020                                                                           | "Be Kind" (com Marshmello)                      | 29                                    | 26                                    | 15                                    | —                                     | 18                                    | 22                                    | 72                                    | 32                                    | 48                                    | 33                                    | - ARIA: Ouro - MC: Platina | Collabs                               |
| 2020                                                                           | "Life's a Mess" (com Juice Wrld)                | —                                     | —                                     | —                                     | —                                     | —                                     | 53                                    | —                                     | —                                     | —                                     | 66                                    | | Legends Never Die e Collabs           |
| "—" denota canções que não entraram nas paradas ou não foram lançados no país. |                                                 |                                       |                                       |                                       |                                       |                                       |                                       |                                       |                                       |                                       |                                       | |                                       |

### Como artista convidada
| 2016                                                                           | "Hands" (com part. de vários artistas)          | — | —  | — | —  | —  | —  | —  | —  | —  | —  | | Não adicionado à nenhum álbum |
| 2016                                                                           | "Closer" (The Chainsmokers com part. de Halsey) | 1 | 1  | 1 | 2  | 1  | 2  | 3  | 1  | 1  | 1  | - RIAA: 12× Platina - ARIA: 16× Platina - BPI: 3× Platina - BVMI: Platina - FIMI: 6× Platina - GLF: 5× Platina - MC: 6× Platina - NVPI: Platina - RMNZ: 2× Platina | Collage                       |
| 2019                                                                           | "Boy with Luv" (BTS com part. de Halsey)        | 8 | 10 | 7 | 47 | 14 | 60 | 58 | 12 | 29 | 13 | - RIAA: Platina - ARIA: Ouro - BPI: Prata - MC: Ouro | Map of the Soul: Persona      |
| "—" denota canções que não entraram nas paradas ou não foram lançados no país. |                                                 |   |    |   |    |    |    |    |    |    |    | |                               |

### Singlespromocionais
| 2014                                                                           | "Hurricane"                                | —   | —  | —  | — | - RIAA: Platina              | Room 93 e Badlands            |
| 2015                                                                           | "Hold Me Down"                             | —   | 78 | —  | — | - RIAA: Platina - ARIA: Ouro | Badlands                      |
| 2016                                                                           | "Tokyo Narita (Freestyle)" (com Lido)      | —   | —  | —  | — |                              | Não adicionado à nenhum álbum |
| 2017                                                                           | "Eyes Closed"                              | —   | 62 | 73 | — | - RIAA: Ouro                 | Hopeless Fountain Kingdom     |
| 2017                                                                           | "Strangers" (com part. de Lauren Jauregui) | 100 | 93 | —  | — | - RIAA: Ouro - PMB: Ouro     | Hopeless Fountain Kingdom     |
| 2019                                                                           | "Clementine"                               | —   | —  | —  | — |                              | Manic                         |
| 2019                                                                           | "Finally // Beautiful Stranger"            | —   | —  | —  | — |                              | Manic                         |
| 2019                                                                           | "Suga's Interlude" (com Suga do BTS)       | —   | —  | —  | — |                              | Manic                         |
| "—" denota canções que não entraram nas paradas ou não foram lançados no país. |                                            |     |    |    |   |                              |                               |

## Outras canções que entraram nas tabelas e certificadas
| 2014                                                                           | "Is There Somewhere"                                    | —  | —  | —  | —  | —  | —  | —  | —  | —  | —  | - RIAA: Ouro                    | Room 93                   |
| 2015                                                                           | "The Feeling" (Justin Bieber com part. de Halsey)       | 31 | 22 | 25 | 87 | 31 | 69 | 25 | 20 | 34 | 34 | - RIAA: Ouro - BPI: Prata       | Purpose                   |
| 2016                                                                           | "Gasoline"                                              | —  | —  | —  | —  | —  | —  | —  | —  | —  | —  | - RIAA: 2× Platina - ARIA: Ouro | Badlands                  |
| 2016                                                                           | "Control"                                               | —  | —  | —  | —  | —  | —  | —  | —  | —  | —  | - RIAA: Platina                 | Badlands                  |
| 2016                                                                           | "Young God"                                             | —  | —  | —  | —  | —  | —  | —  | —  | —  | —  | - RIAA: Ouro                    | Badlands                  |
| 2016                                                                           | "Drive"                                                 | —  | —  | —  | —  | —  | —  | —  | —  | —  | —  | - RIAA: Ouro                    | Badlands                  |
| 2017                                                                           | "Sorry"                                                 | —  | —  | —  | —  | —  | —  | —  | —  | —  | —  | - RIAA: Ouro - PMB: Ouro        | Hopeless Fountain Kingdom |
| 2017                                                                           | "Walls Could Talk"                                      | —  | —  | —  | —  | —  | —  | —  | —  | —  | —  | - RIAA: Ouro                    | Hopeless Fountain Kingdom |
| 2017                                                                           | "Damage" (com PartyNextDoor)                            | —  | —  | 81 | —  | —  | —  | —  | —  | —  | —  |                                 | Seven Days                |
| 2019                                                                           | "Die for Me" (Post Malone com part. de Future e Halsey) | 20 | 23 | 21 | —  | —  | 63 | 38 | —  | 39 | —  | - MC: Ouro                      | Hollywood's Bleeding      |
| 2020                                                                           | "Still Learning"                                        | —  | —  | —  | —  | 81 | —  | —  | —  | —  | —  |                                 | Manic                     |
| "—" denota canções que não entraram nas paradas ou não foram lançados no país. |                                                         |    |    |    |    |    |    |    |    |    |    |                                 |                           |

## Outras aparições
| Ano  | Canção             | Outro(s) artista(s)                 | Álbum                         |
| ---- | ------------------ | ----------------------------------- | ----------------------------- |
| 2015 | "The Feeling"      | Justin Bieber                       | Purpose                       |
| 2016 | "Free Love"        | Vic Mensa, Le1f, Lil B, Malik Yusef | Não adicionado à nenhum álbum |
| 2017 | "Damage"           | PartyNextDoor                       | Seven Days                    |
| 2018 | "Love Is Madness"  | Thirty Seconds to Mars              | America                       |
| 2019 | "Die for Me"       | Post Malone, Future                 | Hollywood's Bleeding          |
| 2019 | "¿"                | Bring Me the Horizon                | Music to Listen To...         |
| 2020 | "Experiment on Me" | —                                   | Birds of Prey                 |

## Videoclipes
| Ano                    | Vídeo                                                              | Diretor(es)              | Ref.                   |
| Como artista principal | Como artista principal                                             | Como artista principal   | Como artista principal |
| ---------------------- | ------------------------------------------------------------------ | ------------------------ | ---------------------- |
| 2014                   | "Hurricane"                                                        | Alex De Bonrepos         | [ 73 ]                 |
| 2014                   | "Ghost" (Versão de Room 93)                                        | Alex De Bonrepos         | [ 74 ]                 |
| 2015                   | "Ghost"                                                            | Malia James              | [ 75 ]                 |
| 2015                   | "New Americana"                                                    | Jodeb                    | [ 76 ]                 |
| 2016                   | "Colors"                                                           | Tim Mattia               | [ 77 ]                 |
| 2016                   | "Castle"                                                           | Scott Murray             | [ 78 ]                 |
| 2017                   | "Now or Never"                                                     | Sing J Lee, Halsey       | [ 79 ]                 |
| 2017                   | "Bad at Love"                                                      | Sing J Lee, Halsey       | [ 80 ]                 |
| 2017                   | "Him & I" (com G-Eazy)                                             | Bobby Bruderle           | [ 81 ]                 |
| 2018                   | "Sorry"                                                            | Halsey, Sing J Lee       | [ 82 ]                 |
| 2018                   | "Alone" (com part. de Big Sean e Stefflon Don)                     | Hannah Lux Davis, Halsey | [ 83 ]                 |
| 2018                   | "Strangers" (com part. ds Lauren Jauregui)                         | Jessie Hill, Halsey      | [ 84 ]                 |
| 2018                   | "Eastside" (com Benny Blanco e Khalid)                             | Jake Schreier            | [ 85 ]                 |
| 2018                   | "Without Me"                                                       | Colin Tilley             | [ 86 ]                 |
| 2019                   | "11 Minutes"                                                       | Colin Tilley             | [ 87 ]                 |
| 2019                   | "Nightmare"                                                        | Hannah Lux Davis         | [ 88 ]                 |
| 2019                   | "Graveyard" (Time-lapse)                                           | —                        | [ 89 ]                 |
| 2019                   | "Clementine"                                                       | Dani Vitale, Anton Tammi | [ 90 ]                 |
| 2019                   | "Graveyard"                                                        | Anton Tammi              | [ 91 ]                 |
| 2019                   | "Finally // Beautiful Stranger"                                    | Patrick Tracy            | [ 92 ]                 |
| 2020                   | “You Should Be Sad”                                                | Colin Tilley             | [ 93 ]                 |
| Como artista convidada |                                                                    |                          |                        |
| 2015                   | "The Feeling" (Justin Bieber com part. de Halsey)                  | Parris Goebel            | [ 94 ]                 |
| 2016                   | "Closer" (The Chainsmokers com part. de Halsey)                    | Dano Cerny               | [ 95 ]                 |
| 2019                   | "Boy with Luv" (Versão original) (BTS com part. de Halsey)         | YongSeok Choi            | [ 96 ] [ 97 ]          |
| 2019                   | "Boy with Luv" (Versão "ARMY with Luv") (BTS com part . de Halsey) | YongSeok Choi            | [ 96 ] [ 97 ]          |